# 寺川俊昭
寺川 俊昭（てらかわ しゅんしょう、1928年7月28日 - 2021年9月28日）は、日本の仏教学者・浄土真宗僧侶。大谷大学名誉教授。

## 略歴
広島県比婆郡西城町（現・庄原市）出身。1949年、東京帝国大学文学部宗教学科卒。1954年、東京大学大学院宗教学修了。大谷大学専任講師、助教授。1977年、教授。1987年、学長。1999年、退任。名誉教授。
1978年「親鸞の思想研究 『歎異抄』の思想的背景」で大谷大学より文学博士の学位を取得。

## 著書
- 『清沢満之論』文栄堂書店 1973
- 『念仏の僧伽を求めて 近代における真宗大谷派の教団と教学の歩み』改定新版　法蔵館 1976
- 『現代の真宗 1 寂静の生』弥生書房 1977
- 『和をもって貴しとなす 聖徳太子・法然・教信沙弥・親鸞の人間像』東本願寺難波別院 1977
- 『歎異抄の思想的解明』法蔵館 1978
- 『愚禿と名のった仏者 親鸞聖人』東本願寺出版部 同朋選書 1980
- 『歎異の大地』法蔵館 1980
- 『親鸞のこころ 人間像と思想の核心』有斐閣新書 1983
- 『唯信鈔文意』真宗大谷派宗務所出版部 1984
- 『他力の救済』法蔵館 高倉会館法話集 1985
- 『友の同朋にもねんごろに』真宗大谷派名古屋別院御遠忌事務局 1990
- 『親鸞の信のダイナミックス 往還二種回向の仏道』草光舎 1993
- 『顕浄土真実教文類聞記』真宗大谷派宗務所出版部 1995
- 『講話正信偈』法蔵館 1995
- 『いさみの念仏』法藏館 2000
- 『群萌の一乗 『顕浄土真実行文類』講究』真宗大谷派宗務所出版部 2001
- 『往生浄土の自覚道』法藏館 2004
- 『親鸞聖人の信念 野に立つ仏者』法藏館 2005
- 『真宗の大綱』文栄堂 2007
- 『親鸞讃歌』真宗大谷派宗務所出版部 2008
- 『寺川俊昭選集』文栄堂

第2巻 (歎異抄論) 2008
第3巻 (教行信証論 1) 2009
第9巻 (僧伽論・蓮如論) 2010

### 共編著・監修
- 『歎異抄 親鸞とその弟子のことば』編 文明堂 1979
- 『定本清澤満之文集』松原祐善共編 法藏館 1979
- 『我、他力の救済を念ずるとき 清沢満之に学ぶ』大河内了悟共著 東本願寺出版部 同朋選書 1980
- 『真宗入門『正信偈』のこころ』大河内了悟共著 東本願寺出版部 同朋選書 1981
- 『二河白道の譬之』編 真宗大谷派宗務所出版部 1986
- 『真宗「不遇死」葬儀法要法話実践講座』友久久雄共監修 四季社 2004
- 『えにしをことほぐ』吉野弘共著 真宗大谷派宗務所出版部 2005
- 『親鸞に真実を求めて 伝統に自己を聞く』本多弘之,安田理深共著 樹心社 2007
- 『世界を開く仏教』児玉暁洋共著 樹心社 2007